# Der Hund, der „Herr Bozzi“ hieß
Der Hund, der „Herr Bozzi“ hieß (Originaltitel: Un angelo è sceso a Brooklyn) ist eine Fantasy-Komödie, die in italienisch-spanischer Koproduktion 1957 entstand. Unter der Regie von Ladislao Vajda spielten Pablito Calvo und Peter Ustinov die Hauptrollen. Deutsche Erstaufführung war am 3. Oktober 1958.

## Inhalt
Herr Bozzi ist der Eigentümer und Vermieter vieler Wohnungen und Häuser in den Einwanderervierteln von Brooklyn. Er ist ein nur am eigenen Profit orientierter sturer Emporkömmling ohne Mitgefühl seinen oft armen und in Nöten lebenden Mietern gegenüber. Damit keine Bettler bei ihm klopfen oder läuten, hat er sich Hundelaute antrainiert. Als eines Tages eine Märchenverkäuferin bei ihm erscheint, verwünscht sie ihn in einen Hund, den nur die Liebe eines Menschen wieder zurückverwandeln kann. Bozzi erlebt nun, herumgestoßen, hungrig, unerwünscht, das Leben als unbarmherzig und kalt. Von anderen Hunden verfolgt, von den Menschen, mit denen er nicht mehr kommunizieren kann, verjagt, streunt er durch die Straßen, bis er auf den Jungen Tonino trifft, der sich seiner annimmt. Die beiden freunden sich an, und als einige Halbstarke den kleinen Tonino verprügeln, stürzt Bozzi sich auf die Schläger, um Tonino zu beschützen. Durch diese Tat der Selbstlosigkeit verwandelt er sich zurück in Menschengestalt. Die innere Verwandlung hat Bestand: Bozzi ist von nun an verständnisvoll und freundlich.

## Kritik
„Humorvoller und treffsicherer inszenierter Märchenfilm aus unseren Tagen… Ein reines Vergnügen.“

„Eine einfalls- und pointenreiche Komödie mit köstlichen Einfällen, die überzeugend Elemente aus Märchen und Wirklichkeit mit einer unaufdringlichen, aber ehrlichen Botschaft verbindet.“

Bosley Crowther beklagte, dass der Film in allem ein wenig übertreibe: Zu offensichtlich auf Gefühl inszeniert, zu angestrengt sei die fantastische Wandlung.